# Ernst Zeidler
Ernst August Zeidler (* 4. Mai 1884 in Oldenburg; † 26. Oktober 1939 ebenda) war ein deutscher Jurist und Politiker.

## Leben und Beruf
Zeidler wurde als Sohn des Weinhändlers Otto Wilhelm Zeidler (1840–1899) und dessen Ehefrau Anna Mathilde geb. Lange (1844–1909) geboren. Er wuchs in Oldenburg auf und besuchte hier das Alte Gymnasium. 1907 nahm er das Studium der Rechtswissenschaften auf, das er bis 1912 mit beiden juristischen Staatsexamen beendete. Im November 1912 wurde er als Assessor beim Amt Vechta im Staatsdienst des Großherzogtums Oldenburg angestellt. Im Ersten Weltkrieg leistete er von 1914 bis 1918 Kriegsdienst. Während dieser Zeit erhielt er am 20. Oktober 1915 seine Ernennung zum Beamten und wurde dem Regierungspräsidium des Fürstentums Lübeck, einer zu Oldenburg gehörenden Exklave in Holstein, zugeteilt. Den Dienst in Eutin nahm er nach Kriegsende auf, war zunächst Regierungsassessor, ab 1921 Regierungsrat und ab 1928 Oberregierungsrat.
Nachdem der bisherige Regierungspräsident des nun Landesteil Lübeck genannten Gebietes Friedrich Cassebohm zum Ministerpräsidenten des Freistaats Oldenburg gewählt worden war, wurde Zeidler am 17. November 1930 mit der Wahrnehmung der Dienstgeschäfte des Regierungspräsidenten des Landesteils betraut. Diese Position behielt er bis zur Ernennung des neuen Verwaltungschefs Heinrich Böhmcker im Juli 1932. Anschließend war Zeidler dann ab dem 1. Oktober 1932 Amtshauptmann des Amtes Varel, das aber bereits im folgenden Jahr durch die Verwaltungsreform aufgelöst wurde. Im März 1933 wurde er in das oldenburgische Staatsministerium versetzt und übernahm zunächst die Abteilung Landwirtschaft, von 1935 bis zu seinem Tode dann die Abteilung für Wege- und Wasserbau.

## Familie
Zeidler war verheiratet mit der aus Eutin stammenden Alice geb. Cabobes (1897–1959). Das Ehepaar hatte zwei Töchter.